# Irina Igorewna Ologonowa
Irina Igorewna Ologonowa (russisch Ирина Игоревна Ологонова; * 21. Januar 1990 in Bajangol, Burjatische ASSR) ist eine russische Ringerin. Sie wurde 2014, 2015 und 2016 jeweils Vize-Weltmeisterin in der Gewichtsklasse bis 55 kg Körpergewicht.

## Werdegang
Irina Ologonowa stammt aus der russischen Teilrepublik Burjatien und begann als Jugendliche in einem Sportclub in Ulan-Ude mit dem Ringen. Ihre wichtigsten Trainer sind bzw. waren Andrei Busin, A.W. Rintschinow und S. Werchuschin. Sie ist Studentin, lebt nunmehr in Moskau und startet für einen Ringerclub dieser Stadt.
Ihre ersten Erfolge auf internationaler Ebene feierte sie 2007. Sie gewann in diesem Jahr bei der Junioren-Europameisterschaft (Altersgruppe bis zum 20. Lebensjahr) in Belgrad in der Gewichtsklasse bis 55 kg hinter Alena Filipowa, Belarus und Irina Chariw aus der Ukraine eine Bronzemedaille. Bei der Junioren-Europameisterschaft 2007 der Altersgruppe "Cadets" (bis zum 17. Lebensjahr) in Warschau kam sie in der Gewichtsklasse bis 56 kg aber nur auf den 10. Platz. Eine zweite Medaille als Juniorenringerin gewann sie im Jahre 2010 bei der Junioren-Weltmeisterschaft in Budapest in der Gewichtsklasse bis 55 kg. Sie verlor dort ihren ersten Kampf gegen Julija Blahynja aus der Ukraine, erkämpfte sich aber danach mit Siegen über Salina Sidakowa, Belarus und Brianne Barry aus Kanada eine Bronzemedaille.
2009 wurde sie bei der russischen Junioren-Meisterschaft in der Gewichtsklasse bis 55 kg Zweite hinter Maria Gurowa. Gleich in ihrem ersten Jahr als Seniorenringerin gewann Irina Ologonowa in ihrer Heimatstadt Ulan-Ude 2011 in der Gewichtsklasse bis 55 kg den Titel einer russischen Meisterin vor Tuchbatullina. Zum zweiten Mal gewann sie diesen Titel im Jahre 2014, wieder in der Gewichtsklasse bis 55 kg.
Im März 2014 vertrat sie die russischen Farben im Mannschafts-Weltcup in Tokio, bei dem die russische Mannschaft den 2. Platz hinter Japan belegte. Im Endkampf verlor sie dabei gegen Kanako Murata. Im April 2014 wurde sie dann erstmals bei den Seniorinnen bei einer internationalen Meisterschaft eingesetzt. Bei der Europameisterschaft in Vantaa/Finnland siegte sie in der Gewichtsklasse bis 55 kg in ihrem ersten Kampf gegen Irina Husjak aus der Ukraine, verlor dann gegen Sofia Mattsson aus Schweden und sicherte sich in der Trostrunde mit einem Sieg über Bediha Gün aus der Türkei eine Bronzemedaille. Noch erfolgreicher war Irina Ologonowa bei der Weltmeisterschaft 2014 in Taschkent. Sie siegte dort über Karina Sanchez aus Spanien, Brittanee Laverdure aus Kanada, Marwa Amri aus Tunesien und Irina Chariw aus der Ukraine und stand damit im Finale gegen Chiho Hamada aus Japan, gegen die sie knapp mit 3:4 Punkten unterlag. Sie wurde damit Vize-Weltmeisterin in der Gewichtsklasse bis 55 kg Körpergewicht.
Im Juni 2015 war sie in Baku bei den 1. Europäischen Spielen, wieder in der Gewichtsklasse bis 55 kg, am Start. Sie siegte dort zunächst über Katarina Hanchar-Janukewitsch aus Belarus, verlor aber dann gegen Katarzyna Krawczyk aus Polen und gegen Ewelina Nikolowa aus Bulgarien und belegte den 5. Platz. Wesentlich erfolgreicher war sie bei der Weltmeisterschaft dieses Jahres in Las Vegas. Sie siegte dort über Tetjana Kit aus der Ukraine, Jasmine Mian aus Kanada und Katarina Hanchar-Janukewitsch, verlor aber im Finale gegen Helen Maroulis aus den Vereinigten Staaten und wurde damit wieder Vize-Weltmeisterin.
Obwohl Irina Ologonowa beim "Iwan-Yarigin"-Grand-Prix in Krasnojarsk im Januar 2016 in der Gewichtsklasse bis 53 kg, in die sie abtrainiert hatte, weil diese Gewichtsklasse im Gegensatz zur Gewichtsklasse bis 55 kg 2016 olympisch war, nur den 5. Platz belegte, wurde sie im März 2016 bei der Europameisterschaft in Riga eingesetzt. Sie überzeugte dort voll und wurde mit Siegen über Ramona Galambos, Ungarn, Eileen Friedrich, Deutschland, Pricob, Rumänien und Tetjana Kit Europameisterin. In zwei folgenden Qualifikations-Turnieren für die Olympischen Spiele in Rio de Janeiro gelang es ihr aber nicht, sich für diese Spiele zu qualifizieren. Im April 2016 belegte sie in Zrenjanin den 3. Platz und im Mai 2016 in Istanbul nur den 7. Platz. Für die Qualifikation wäre bei einem dieser Turniere ein zweiter Platz nötig gewesen.
Bei der Weltmeisterschaft in den nicht-olympischen Gewichtsklassen im Dezember 2016 in Budapest ging sie wieder in der Gewichtsklasse bis 55 kg an den Start und siegte dort über Burcu Kebic, Türkei, Jaqueline Schellin, Deutschland, Davaadsuch Otgontsetseg, Mongolei und Katarina Hanchar Januschkewitsch, Belarus. Sie stand damit im Finale, in dem sie gegen Mayu Mukaida aus Japan unterlag.
2017 kam Irina Ologonowa bei keinen internationalen Meisterschaften zum Einsatz, war aber im Mai 2018 bei der Europameisterschaft in Kaspijsk in der Gewichtsklasse bis 57 kg am Start. Sie besiegte dort Szilvia Peter aus Schweden, Salina Sidakowa aus Belarus und Aljona Kolesnik aus Aserbaidschan, unterlag aber im Finale gegen die junge Biljana Dudowa aus Bulgarien. Ihren vorläufig letzten Start bei einer internationalen Meisterschaft absolvierte Irina Ologonowa im Oktober 2018 in Budapest in der gleichen Gewichtsklasse. Sie kam dort nur zu einem Sieg über Mia-Lahnee Ramos Aquino aus Guam und unterlag im Achtelfinale gegen die Chinesin Zhang Qi. Da diese das Finaloe nicht erreichte, schied sie aus und kam nur auf den 8. Platz.

## Internationale Erfolge
| Jahr | Platz | Wettbewerb                                      | Gewichtsklasse | Ergebnis |
| 2007 | 3.    | Junioren-EM (Juniors) in Belgrad                | bis 55 kg      | hinter Alena Filipowa, Belarus und Irina Chariw, Ukraine |
| 2007 | 10.   | Junioren-EM (Cadets) in Warschau                | bis 55 kg      | Siegerin: Henna Johansson, Schweden vor Anastasija Grigorjeva, Lettland |
| 2009 | 8.    | Welt-Cup in Taiyuan/China                       | bis 55 kg      | Siegerin: Xu Li, China vor Tonya Verbeek, Kanada |
| 2010 | 3.    | Golden-Grand-Prix in Krasnojarsk                | bis 55 kg      | hinter Natalja Golz und Kissel, beide Russland |
| 2010 | 3.    | Junioren-WM (Juniors) in Budapest               | bis 55 kg      | nach einer Niederlage gegen Julia Blachinja, Ukraine und Siegen über Salina Sidakowa, Belarus und Brianne Barry, Kanada                                                           |
| 2011 | 5.    | Golden-Grand-Prix in Krasnojarsk                | bis 55 kg      | hinter Kanako Murata, Japan, Irina Kissel, Irina Chariw und Natalja Sinischin, Ukraine                                                                                            |
| 2011 | 3.    | Golden-Grand-Prix in Baku                       | bis 55 kg      | hinter Ida-Theres Nerell, Schweden und Kanakdo Murata, gemeinsam mit Julia Ratkewitsch, Aserbaidschan                                                                             |
| 2011 | 5.    | Poland-Open in Tarnowo Podgórne                 | bis 55 kg      | hinter Maria Gurowa, Russland, Agata Pietrzyk, Polen, Nicole Hauptmann, Deutschland und Joice Souza da Silva, Brasilien                                                           |
| 2011 | 5.    | FILA-Test-Turnier in London                     | bis 55 kg      | hinter Sofia Mattsson, Schweden, Olga Butkewitsch, Großbritannien, Um Ji-eun, Südkorea und Julia Ratkewitsch                                                                      |
| 2012 | 3.    | Poland-Open in Ratibor                          | bis 55 kg      | hinter Maria Gurowa und Natalja Sinischin |
| 2012 | 3.    | Pokalturnier in Tschechow                       | bis 55 kg      | hinter Maria Gurowa und Natalja Smirnowa, beide Russland, gemeinsam mit Helen Maroulis, USA                                                                                       |
| 2013 | 3.    | Präsidenten-Cup von Burjatien in Ulan-Ude       | bis 55 kg      | hinter Marina Wilmowa, Russland und Pürewdordschiin Orchon, Mongolei |
| 2013 | 5.    | "Wacław-Ziółkowski"-Memorial in Spała           | bis 55 kg      | hinter Sofia Mattsson, Emese Barka, Ungarn, Katarzyna Krawczyk, Polen und Jillian Gallays, Kanada                                                                                 |
| 2013 | 1.    | Sportaccord Combat Games in St. Petersburg      | bis 55 kg      | vor Katarzyna Krawczyk |
| 2013 | 1.    | Pokalturnier in Nowotscheboksarsk               | bis 55 kg      | vor Maria Gurowa, Olga Choroschawzewa und Lelja Astachowa, alle Russland |
| 2014 | 3.    | "Iwan-Yarigin"-Golden-Grand-Prix in Krasnojarsk | bis 55 kg      | hinter Kanako Murata und Salina Sidakowa |
| 2014 | 11.   | Klippan-Lady-Open                               | bis 55 kg      | Siegerin: Marwa Amri, Tunesien vor Helen Maroulis, USA |
| 2014 | 3.    | EM in Vantaa/Finnland                           | bis 55 kg      | nach einem Sieg über Irina Husjak, Ukraine, einer Niederlage gegen Sofia Mattsson und einem Sieg über Bediha Gün, Türkei                                                          |
| 2014 | 2.    | Universitäten-WM in Pécs                        | bis 55 kg      | hinter Chiho Hamada, Japan, vor Samantha Stewart, Kanada und Tatjana Kit, Ukraine                                                                                                 |
| 2014 | 2.    | Poland-Open in Dąbrowa Górnicza                 | bis 55 kg      | hinter Byambatseren Sundev, Mongolei, vor Orchan Purevdorj, Mongolei und Marwa Smri, Tunesien                                                                                     |
| 2014 | 2.    | WM in Taschkent                                 | bis 55 kg      | nach Siegen über Karina Sanchez, Spanien, Brittanee Laverdure, Kanada, Marwa Amri und Irina Chariw, Ukraine und einer Niederlage gegen Chiho Hamada, Japan                        |
| 2014 | 2.    | Russia-Open in Novocheborsk                     | bis 55 kg      | hinter Helen Maroulis, vor Weronika Schumikowa und Irina Kisel, beide Russland |
| 2015 | 1.    | "Iwan-Yarigin"-Grand-Prix in Krasnojarsk        | bis 55 kg      | vor Batsetseg Altangerel und Nominerdene Batbaatar, beide Mongolei und Katarina Hanchar-Janukewitsch, Belarus                                                                     |
| 2015 | 1.    | Großer Preis von Deutschland                    | bis 55 kg      | vor Karina Sanchez, Spanien, Mathilde Reviere, Frankreich und Wiktorija Schulgina, Russland                                                                                       |
| 2015 | 5.    | 1. Europäische Spiele in Baku                   | bis 55 kg      | nach einem Sieg über Katarina Hanchar-Janukewitsch und Niederlagen gegen Katarzyna Krawczyk, Polen und Ewelina Nikolowa, Bulgarien                                                |
| 2015 | 5.    | Poland-Open                                     | bis 53 kg      | Siegerin: Katarzyna Krawczyk vor Ljubow Silnikowa, Russland |
| 2015 | 2.    | WM in Las Vegas                                 | bis 55 kg      | nach Siegen über Tatjana Kit, Jasmine Mian, Kanada und Katarina Hanchar-Janukewitsch und einer Niederlage gegen Helen Maroulis                                                    |
| 2016 | 5.    | "Iwan-Yarigin"-Grand-Prix in Krasnojarsk        | bis 53 kg      | hinter Ljubow Salnikowa, Russland, Chiho Hamada, Japan, Marija Gurowa, Russland und Sumiya Erdenechimeg, Mongolei                                                                 |
| 2016 | 3.    | Klippan-Lady-Open                               | bis 53 kg      | hinter Sofia Mattsson, Schweden und Mayu Mukaida, Japan, gemeinsam mit Katarzyna Krawczyk                                                                                         |
| 2016 | 1.    | EM in Riga                                      | bis 55 kg      | nach Siegen über Ramona Galambos, Ungarn, Eileen Friedrich, Deutschland, Simona Trocob, Rumänien und Tetjana Kit, Ukraine                                                         |
| 2016 | 3.    | Olympia-Qualif.-Turnier in Zrenjanin            | bis 53 kg      | hinter Katarzyna Krawczyk und Nina Hemmer, Deutschland, gemeinsam mit Julija Blahinja, Ukraine                                                                                    |
| 2016 | 7.    | Olympia-Qualif.-Turnier in Istanbul             | bis 53 kg      | hinter Julija Blahinja und Bediha Gün, Türkei |
| 2016 | 2.    | WM in Budapest                                  | bis 55 kg      | nach Siegen über Burcu Kebis, Türkei, Jaqueline Schellin, Deutschland, Davaasuch Otgontsetseg, Mongolei und Katarina Hanchar Janunewitsch und einer Niederlage gegen Mayu Mukaida |
| 2017 | 1.    | "Alexander-Medwed"-Preis in Minsk               | bis 55 kg      | vor Alina Akobijan, Ukraine, Salina Sidakowa und Irina Schmaligowa, Belarus |
| 2018 | 10.   | "Iwan-Yarigin"-Grand-Prix in Krasnojarsk        | bis 57 kg      | Siegerin: Zahgn Qi, vor Gartuya Enchbat, Mongolei |
| 2018 | 5.    | "Dan-Kolow" & "Nikola-Petrow"-Memorial in Sofia | bis 57 kg      | hinter Emese Barka, Ungarn, Olga Choroschawzewa, Russland, Mathilde Riviere, Frankreich und Biljana Dudowa, Bulgarien                                                             |
| 2018 | 2.    | EM in Kaspijsk                                  | bis 57 kg      | nach Siegen über Szilvia Peter, Schweden, Salina Sidakowa Belarus und Aljona Kolesnik, Aserbaidschan und einer Niederlage gegen Biljana Dudowa                                    |
| 2018 | 1.    | Canada-Cup in Guelph                            | bis 57 kg      | vor Hannah Taylor, Alexandra Town und Amy Belluria, alle Kanada |
| 2018 | 5.    | Poland-Open in Warschau                         | bis 57 kg      | hinter Rong Ningning, China, Grace Bullen, Norwegen, Sandra Paruszewski, Deutschland und Yumenka Tanaba, Japan                                                                    |
| 2018 | 8.    | WM in Budapest                                  | bis 57 kg      | nach einem Sieg über Mia-Lahnee Ramos Aquino, Guam und einer Niederlage gegen Zhang Qi, Schweiz                                                                                   |

## Russische Meisterschaften
| Jahr | Platz | Gewichtsklasse | Ergebnis                                                                         |
| 2010 | 2.    | bis 55 kg      | hinter Marija Gurowa, vor Anna Maximowa und Irina Kissel                         |
| 2011 | 1.    | bis 55 kg      | vor Tuchbatullina, Swetlana Schtscherbatenko und Irina Kissel                    |
| 2012 | 2.    | bis 55 kg      | hinter Marija Gurowa, vor Anna Maksimowa und Irina Kissel                        |
| 2013 | 3.    | bis 55 kg      | hinter Waleria Scholobowa und Irina Kissel                                       |
| 2014 | 1.    | bis 55 kg      | vor Olga Choroschawzewa, Wiktorija Schulgin und Irina Kissel                     |
| 2015 | 1.    | bis 55 kg      | vor Nadeschda Tretjakowa, Weronika Schumikowa und Wiktorija Schulgina            |
| 2016 | 3.    | bis 58 kg      | hinter Walerija Scholobowa und Natalja Golz, gemeinsam mit Ljubow Owtscharowa    |
| 2018 | 2.    | bis 57 kg      | hinter Olga Choroschawzewa, vor Alexandra Andrejewa und Chadischat Murtasalijewa |

Erläuterungen
- alle Wettkämpfe im freien Stil
- WM = Weltmeisterschaft, EM = Europameisterschaft
- Altersgruppe "Cadets" bis zum 17. und Altersgruppe "Juniors" bis zum 20. Lebensjahr